# Sorbets, Gers
Sorbets är en kommun i departementet Gers i regionen Occitanien i sydvästra Frankrike. Kommunen ligger i kantonen Nogaro som tillhör arrondissementet Condom. År 2022 hade Sorbets 201 invånare.

## Befolkningsutveckling
Antalet invånare i kommunen Sorbets
Referens:INSEE